# Helinomydaea fuscoflava
Helinomydaea fuscoflava är en tvåvingeart som först beskrevs av Malloch 1922.  Helinomydaea fuscoflava ingår i släktet Helinomydaea och familjen husflugor. Inga underarter finns listade i Catalogue of Life.